# Michl Júlia
Michl Júlia (művésznevén: Michl Juli) (Tata, 1991. március 21. –) magyar színésznő.

## Életútja
Tatán született és nevelkedett, középfokú tanulmányait a Tatai Református Gimnáziumban végezte. Színészi pályája az iskolai színjátszókörben szerzett tapasztalatszerzéssel indult, később egy utazótársulat tagjaként vállalt szerepeket. Maturálását követően a Nemes Nagy Ágnes Színészképzés keretében folytatott színitanulmányokat, majd hallgató lett a Színház- és Filmművészeti Egyetem televíziós műsorkészítő szakán (2014–2017).

### Családja
Szülei: Michl József (politikus, Tata polgármestere [2006–]); Michl-Palotai Krisztina
Testvérei: Zsuzsanna, Domonkos, Dorottya, Sebestyén

## Jelentősebb színpadi szerepei
- A szerelem forgandó (2019)
- A császárfiú álma (2018)
- A három nővér (2015)
- Radnóti - Álmok (2014)[9]
- A Napistennő unokája (2011)[10]

## Websorozatok
- Gimi (2011)[11] - websorozat
- SzázbólEgy (2012)[12] - websorozat
- Chili vagy Mangó (2013)[13]

## Televíziós sorozatok
| Év        | Cím           | Szerep         | Megjegyzés     | Csatorna |
| --------- | ------------- | -------------- | -------------- | -------- |
| 2017–2018 | Oltári csajok | Erdész Piros   | Főszereplő     |          |
| 2019      | Jófiúk        | Kerekes Ivett  | Főszereplő     |          |
| 2019      | A tanár       | Tóth Virág     | Mellékszereplő |          |
| 2020–2023 | Apatigris     | Labanc Szandra | Főszereplő     |          |

## Filmek
- Reménytelenül – József Attila pszichoanalízise (2025, színész és vágó)

## Díjai, elismerései
- Mamó (dokumentumfilm) - diák Oscar shortlist[14]
- Legszexibb nő 2017 - Story extra[15]